# 隆吉國際機場
弗里敦國際機場（英語：Freetown International Airport），又稱隆吉國際機場（英語：Lungi International airport），是一座位於獅子山共和國隆吉的國際機場，距離首都自由城以北15公里。其主要民航業務為獅子山共和國與其他西非國家及法國的國際航線。

## 航空公司與目的地
（下列航空公司之排列以該公司英語字首由A至Z排列）
| 航空公司                    | 目的地                         |
| --------------------------- | ------------------------------ |
| 法國航空（AF） 〔天合聯盟〕 | 巴黎-戴高樂                    |
| 阿瑞克航空（W3）            | 班竹、達卡、拉哥斯             |
| ASKY航空（KP）              | 阿克拉、巴麻口、班竹、可那克里 |
| 英國航空（BA） 〔寰宇一家〕 | 倫敦-希斯洛                    |
| 布魯塞爾航空（SN）          | 班竹、布魯塞爾                 |
| 艾莉西亞航空（E4）          | 阿克拉、巴麻口、班竹、蒙洛維亞 |
| 非六航空（N/A）             | 巴麻口、班竹、蒙洛維亞         |
| 肯亞航空（KQ） 〔天合聯盟〕 | 阿克拉、奈羅比                 |
| 摩洛哥皇家航空（AT）        | 達爾貝達                       |
| TACV（VR）                  | 班竹、達卡                     |